# Timothé Sivignon
Timothé Sivignon (La Clusaz, 25 gennaio 2003) è uno sciatore freestyle francese, specializzato in slopestyle e big air.

## Biografia
Specialista dello slopestyle e del big air e attivo in gare FIS dal gennaio 2018, Sivignon ha debuttato in Coppa del Mondo il 12 gennaio 2019, giungendo 43º nello slopestyle di Font Romeu e ha ottenuto il suo primo podio il 16 dicembre 2022 classificandosi 2º nel big air a Copper Mountain, nella gara vinta dal norvegese Birk Ruud.

## Palmarès

### Coppa del Mondo
- Miglior piazzamento in Coppa del Mondo generale di freestyle: 27º nel 2023
- 2 podi:
  - 2 secondi posti